# Institut Max-Planck de recherche en métabolisme
L'Institut Max-Planck de recherche en métabolisme, en allemand : Max-Planck-Institut für Stoffwechselforschung, mais aussi en anglais : Max Planck Institute for Metabolism Research (appelé auparavant Institut Max-Planck de recherche en neurologie Max-Planck-Institut für neurologische Forschung) est un institut de recherche extra-universitaire porté par la Société Max-Planck pour le développement des sciences. L'institut est situé au centre du campus de l'université de Cologne et de l'hôpital universitaire de Cologne.

## Description
La recherche fondamentale effectuée à l'institut étudie la régulation du poids du corps le métabolisme des sucres. L'objectif principal de la recherche est l'étude des circuits de contrôle neuronaux dans le cerveau qui assurent un équilibre énergétique dans le corps. Pour ce faire, la recherche utilise l'imagerie multimodale et moléculaire pour décrire une régulation normale ou défectueuse. L'objectif à long terme< est de développer, par la compréhension des voies de signalisation neuronale du métabolisme chez les personnes saines et malades, de nouvelles approches de thérapie moléculaire pour des maladies telles que le sucre chez les personnes âgées et l'obésité.
L'institut est situé au centre du campus de Université de Cologne et de l'hôpital universitaire de Cologne. Les voisins immédiats et partenaires scientifiques sont la faculté de sciences naturelles et de médecine de l'université de Cologne, le Cologne Excellence Cluster on Cellular Stress Responses in Aging-Associated Diseases (pôle d'excellence de Cologne sur les réponses cellulaires au stress dans les maladies associées au vieillissement) (CECAD) (de), l'Institut Max-Planck de biologie du vieillissement et Forschungszentrum caesar (de) à Bonn. Depuis 2011, Jens Claus Brüning (de) est directeur de l'Institut.
Cellular Stress Responses in Aging-Associated Diseases

## Organisation
L'Institut comporte les départements et groupes de recherche suivants :
Départements
- Neuronal Control of Metabolism (Jens Claus Brüning)  
L'objectif du groupe de recherche est de déterminer les principes de régulation fondamentaux de la façon dont les neurones perçoivent les signaux nutritionnels, puis de déterminer les neuro-circuits responsables de l'adaptation coordonnée des sorties comportementales et autonomes. De plus, le groupe cherche à identifier les mécanismes moléculaires et physiologiques des altérations de ces voies au cours du développement de l'obésité et du diabète sucré de type 2. L'étude des bases moléculaires de la façon dont les variantes génétiques sont liées à l'obésité ainsi que la façon dont les troubles métaboliques affectent ces principes de régulation fondamentaux doit permettre de découvrir de nouvelles cibles thérapeutiques pour le développement du traitement des troubles métaboliques.
- Obesity and Cancer (Thomas Wunderlich) 
Ce laboratoire développe de nouvelles techniques et méthodes pour améliorer l'état actuel de la génétique moderne des souris. Il génère ainsi de nouvelles lignées de souris rapporteur sophistiquées pour étudier la signalisation inflammatoire qui peut être ajustée par les moyens du chercheur. En outre, il a établi un deuxième système de recombinaison in vivo, permettant ainsi des approches plus définies chez la souris. Des micro-injections sont réalisées en collaboration avec le MPI AGE et les installations d'injection du CECAD. Les modèles de souris actuels sont améliorés afin de mieux étudier les maladies liées à l'âge et à l'obésité.

Groupes de recherche de la Société Max-Planck
- Neuronal Circuits and Behavior (Tatiana Korotkova)
- Neurocircuit Wiring and Function (Sophie Steculorum)

Groupes de recherche
- Translational Neurocircuitry (Marc Tittgemeyer)
- Synaptic Transmission in Energy Homeostasis (Henning Fenselau)

## Graduate school:Cologne Graduate School of Ageing Research
La Cologne Graduate School of Ageing Research a été fondée en 2013 en tant qu'école doctorale commune avec la Graduate School of the Cellular Stress Responses in Aging-Associated Diseases (CECAD) et la International Max Planck Research School for Ageing (IMPRS AGE) gegründet. Participent en plus le  Exzellenzcluster CECAD (de)et le Forschungszentrum caesar (de). La Cologne Graduate School of Ageing Research offre à des étudiants la possibilité de faire un doctorat dans le domaine de la recherche sur le vieillissement dans le cadre d'un programme structuré de 3 ans. Le doctorat est délivré par l'université de Cologne. Depuis 2019, la Cologne Graduate School of Ageing Research propose un programme de bourses de master. Ce programme attribue jusqu'à 5 bourses de master par an à des étudiants qui s'intéressent particulièrement au domaine de la recherche sur le vieillissement. Les étudiants suivent le programme de master dans le cadre du Master en sciences biologiques de l'université de Cologne.

## Histoire de l'Institut
L'actuel institut a été fondé en juin 2014 et est issu de l'Institut Max-Planck pour la recherche en neurologie. Les racines de cet institut remontent à 1951, lorsque Klaus Joachim Zülch a été nommé membre scientifique de la Société Max-Planck pour diriger le département de neurologie générale nouvellement fondé à Cologne en tant que département associé de l'Institut Max-Planck pour la recherche sur le cerveau à Francfort. En 1982, Wolf-Dieter Heiss a succédé à Joachim Zülch en tant que directeur du département de neurologie générale et, la même année, l'Institut Max-Planck pour la recherche neurologique a été fondé à Cologne. En 1990, l'institut a déménagé dans son bâtiment actuel sur le campus de l'hôpital universitaire de Cologne. Avec la nomination d'Yves von Cramon au poste de directeur administratif en 2005 et l'installation de quatre groupes de recherche junior à ce jour, l'Institut a été réorganisé. 
Compte tenu du développement dynamique du campus de recherche de Cologne grâce au financement du pôle d'excellence de Cologne Cellular Stress Responses in Aging-Associated Diseases (CECAD) en 2007 et à la création du MPI voisin pour la biologie du vieillissement en 2009, la Société Max-Planck a décidé de réorienter l'axe de recherche du MPI pour la recherche neurologique vers la recherche sur les troubles métaboliques. En 2011, Jens Claus Brüning a été recruté comme membre scientifique du MPG et comme nouveau directeur de l'institut. Par la suite, l'institut a été rebaptisé Institut Max Planck de recherche en métabolisme en juin 2015.